# Vusie Dlamini
Vusie Thomas Dlamini (* 23. Juli 1958) ist ein ehemaliger eswatinischer Mittelstreckenläufer und Marathonläufer.
Er trat bei den Olympischen Sommerspielen 1984 in Los Angeles und den Olympischen Sommerspielen 1988 in Seoul an. Bei seiner ersten Olympiateilnahme schied er im 800-m-Lauf in den Vorläufen aus. Beim Marathon kam er 1988 auf Platz 58.